# Нарышкин, Иван Осипович
Иван Осипович Нарышкин (25 мая 1896 года, Вольск, Саратовская губерния — 22 февраля 1970 года, Днепропетровск) — советский военный деятель, генерал-майор (2 ноября 1944 года).

## Начальная биография
Иван Осипович Нарышкин родился 25 мая 1896 года городе Вольск Саратовской губернии.
Работал слесарем на цементном заводе Вольска (бывший завод Зеферта).

## Военная служба

### Первая мировая и гражданская войны
В августе 1915 года призван в ряды Русской императорской армии и направлен рядовым в 1-й Российский стрелковый полк, где после окончания учебной команды служил командиром взвода в чине младшего унтер-офицера и принимал участие в боевых действиях в районе Двинска на Северо-Западном фронте. В начале 1916 года полк передислоцирован в Бессарабию, после чего участвовал в боях в составе Румынского фронта.
В ноябре 1916 года Нарышкин заболел цингой, после чего лечился в полковом лазарете, а затем в госпитале в Петрограде. В январе 1917 года вернулся в Вольск, где медицинской комиссией был освобождён от воинской службы, в связи с чем вновь стал работать на цементном заводе и одновременно состоял в дружине по охране государственных учреждений. Участвовал в подавлении восстаний в районах Вольска и Астрахани. Вскоре отряд присоединился к набережному отряду Цыганкова, после чего принимал участие в боевых действиях против Чехословацкого корпуса по Волге от Вольска до Самары.
В мае 1918 года призван в ряды РККА и направлен пулемётчиком на пароход «Михаил Крутов» в составе Астраханско-Каспийской военной флотилии, после чего Нарышкин участвовал в боевых действиях на Юго-Восточном фронте.
В сентябре 1919 года в районе Царицына попал в плен, в результате чего работал на строительстве железнодорожного моста на станции Шаблейская и по ремонту железной дороги у станции Торговая. В марте 1920 года Нарышкин бежал и с 25 марта служил в 139-м стрелковом полку (16-я стрелковая дивизия) на должностях командира взвода и командира роты и вскоре принимал участие в боевых действиях в районе Варшавы во время Советско-польской войны.

### Межвоенное время
В декабре 1920 года направлен на учёбу на повторные курсы комсостава при штабе 16-й армии, после окончания которых в апреле 1921 года вернулся в полк, где был назначен на должность командира роты, в декабре 1922 года — на должность помощника командира роты в Шлиссельбургском отдельном караульном батальоне, затем — на должность командира 46-й отдельной стрелковой роты, а в октябре 1927 года — на должность командира роты в составе 59-го стрелкового полка (20-я стрелковая дивизия, Ленинградский военный округ).
В период с декабря 1928 по сентябрь 1929 года учился на курсах усовершенствования комсостава «Выстрел».
В мае 1930 года Нарышкин назначен на должность помощника командира роты в Школе переподготовки командиров запаса имени В. И. Ленина, а в апреле 1932 года — на должность начальника штаба батальона в составе Объединённой Детско-Сельской школы имени В. И. Ленина. В апреле 1933 года вернулся в 59-й стрелковый полк, где служил на должностях начальника штаба учебного батальона и командира стрелкового батальона.
В сентябре 1935 года назначен на должность командира стрелково-пулемётного батальона в составе 11-й механизированной бригады, дислоцированной в г. Порхов, а в июне 1937 года — на должность командира 168-го стрелкового полка (56-я стрелковая дивизия). В октябре того же года повторно направлен на учёбу на курсы «Выстрел», после окончания которых в 1938 году вернулся на прежнюю должность. 168-й стрелковый полк принимал участие в боевых действиях в ходе советско-финской войны.
В феврале 1940 года Нарышкин был освобождён от занимаемой должности по болезни, после чего находился в распоряжении Военного совета 8-й армии. Вскоре был назначен на должность командира батальона курсантов Могилёвского пехотного училища.

### Великая Отечественная война
С началом войны на прежней должности.
18 июля 1941 года назначен на должность командира 57-й запасной стрелковой бригады, дислоцированной на станции Татищево, а в начале декабря — на должность командира 60-й отдельной стрелковой бригады, которая в ходе наступления на Сонино и Поречье в результате артиллерийского обстрела противника отступила, а майор И. О. Нарышкин не предпринял соответствующих мер, в результате чего снят с занимаемой должности и назначен командиром 1114-го стрелкового полка в составе 329-го стрелковой дивизии, которая в составе оперативной группы генерала П. А. Белова принимал участие в боевых действиях в условиях окружения в районе городов Дорогобуж и Ельня.
После ранения с августа 1942 года подполковник Нарышкин лечился в московском госпитале и после выздоровления в октябре назначен на должность заместителя командира 112-й отдельной стрелковой бригады (33-я армия, Западный фронт), а 15 декабря — на должность командира 125-й отдельной стрелковой бригады (7-й гвардейский стрелковый корпус).
В марте 1943 года назначен на должность заместителя командира 323-й стрелковой дивизии, которая вскоре принимала участие в боевых действиях в ходе Курской битвы и Орловской наступательной операции. 10 июля полковник И. О. Нарышкин назначен на должность командира этой же дивизии, однако уже 31 июля был тяжело ранен, в результате чего лечился в госпитале.
После выздоровления в декабре назначен на должность командира 11-й запасной стрелковой бригады (Харьковский военный округ), которая в июне 1944 года была преобразована в 11-ю запасную стрелковую дивизию.

### Послевоенная карьера
После окончания войны находился на прежней должности.
В октябре 1945 года назначен на должность командира 324-й стрелковой дивизии в составе того же округа, в марте 1946 года — на должность заместителя командира 69-го стрелкового корпуса, в июле этого же года — на должность командира 17-й стрелковой бригады (Киевский военный округ), а в марте 1947 года — на должность командира 14-й гвардейской стрелковой бригады.
Генерал-майор Иван Осипович Нарышкин в июне 1950 года вышел в запас. Умер 22 февраля 1970 года в Днепропетровске.

## Награды
- Орден Ленина (21.02.1945);
- Три ордена Красного Знамени (15.05.1922[1], 03.11.1944, 24.06.1948)
- Медали.